# Cerulean Lake
Cerulean Lake är en sjö i Kanada.   Den ligger i provinsen British Columbia, i den centrala delen av landet, 3 000 km väster om huvudstaden Ottawa. Cerulean Lake ligger 2 213 meter över havet. Arean är 0,25 kvadratkilometer. Den sträcker sig 0,7 kilometer i nord-sydlig riktning, och 0,8 kilometer i öst-västlig riktning.
Trakten runt Cerulean Lake består i huvudsak av gräsmarker. Trakten runt Cerulean Lake är nära nog obefolkad, med mindre än två invånare per kvadratkilometer.